# Trond Andersen
Trond Andersen (Kristiansund, 6 gennaio 1975) è un allenatore di calcio ed ex calciatore norvegese, di ruolo difensore.

## Carriera

### Club
Inizia la sua carriera calcistica nelle giovanili del Clausengen dove è compagno di squadra di Ole Gunnar Solskjær.
Nel 1996 firma il suo primo contratto da professionista e si trasferisce al Molde. Nel suo primo anno riesce a conquistare il posto da titolare nella squadra che chiude al secondo posto il campionato. Nella stagione successiva il Molde disputa un campionato lontano dalla lotta per il titolo, mentre nella stagione 1998 sfiora la vittoria del campionato.
All'inizio della stagione 1999-2000 si trasferisce in Inghilterra al Wimbledon in Premier League, voluto dal direttore Egil Olsen, firmando un contratto fino al 2003. Andersen conquista subito il posto da titolare e lo mantiene anche dopo il licenziamento di Olsen; a causa di una sconfitta per 2-0 nell'ultima partita contro il Southampton, il Wimbledon retrocede in First Division.
La stagione successiva viene chiusa dal Wimbledon in ottava posizione, con Andersen che segna 5 reti. Andersen rimane al Wimbledon per altre due stagioni nelle quali la squadra naviga a metà classifica senza riuscire a conquistare la promozione.
Scaduto il contratto con il Wimbledon, nel 2003 si trasferisce in Danimarca, all'Aalborg, con il quale raggiunge la finale in Coppa di Danimarca, persa contro il Copenhagen. Nella stagione 2004-2005 disputa 7 partite a causa di un infortunio. Una volta recuperato dall'infortunio si trasferisce al Brøndby per poter lottare per la vittoria del campionato. Nella sua prima stagione al Brøndby è titolare fino al mese di aprile quando rimane vittima di un grave infortunio al ginocchio; la convalescenza dall'infortunio si protrae anche per parecchio tempo nella stagione seguente. Poi, dopo essere tornato ed aver disputato 5 partite, si infortuna di nuovo fino al termine del campionato. Nonostante le poche presenze vince un trofeo, la Royal League, nella quale il Brøndby sconfigge in finale il Copenhagen.
Anche nella stagione 2007-2008, nella quale vince la Coppa di Danimarca, il suo rendimento è rovinato da numerosi problemi fisici, tanto che nel marzo 2008 annuncia il suo ritiro dal calcio giocato.

### Nazionale
All'epoca della sua militanza al Clausenegen, nel 1992 viene convocato dalla nazionale Under-17 norvegese, con la quale disputa 8 partite segnando un gol.
Tra il 1994 e il 1996 fa parte della nazionale Under-18 norvegese, con la quale vanta un gol in 6 presenze.
Viene poi convocato dall'Under-21 dove, tra il 1996 e il 1998, totalizza un gol in 30 partite.
Il 20 marzo 1999 fa il suo debutto con la nazionale maggiore nella partita vinta per 6-0 contro la Giamaica, sotto la guida del suo ex allenatore ai tempi dell'Under-21, Nils Johan Semb. Nel 2000 viene convocato per gli europei.
Nel 2002 disputa una partita con la nazionale B norvegese.
Poi gioca da titolare le qualificazioni per gli europei del 2004 e per i mondiali del 2006 per i quali la Norvegia non riesce a qualificarsi. Disputa la sua ultima partita con la nazionale il 20 aprile 2005 in occasione della sconfitta per 2-0 contro l'Estonia.
In totale vanta 38 partite con la nazionale norvegese.

## Statistiche

### Cronologia presenze e reti in nazionale
| Cronologia completa delle presenze e delle reti in nazionale ― Norvegia | Cronologia completa delle presenze e delle reti in nazionale ― Norvegia | Cronologia completa delle presenze e delle reti in nazionale ― Norvegia | Cronologia completa delle presenze e delle reti in nazionale ― Norvegia | Cronologia completa delle presenze e delle reti in nazionale ― Norvegia | Cronologia completa delle presenze e delle reti in nazionale ― Norvegia | Cronologia completa delle presenze e delle reti in nazionale ― Norvegia | Cronologia completa delle presenze e delle reti in nazionale ― Norvegia |
| Data                                                                    | Città                                                                   | In casa                                                                 | Risultato                                                               | Ospiti                                                                  | Competizione                                                            | Reti                                                                    | Note                                                                    |
| ----------------------------------------------------------------------- | ----------------------------------------------------------------------- | ----------------------------------------------------------------------- | ----------------------------------------------------------------------- | ----------------------------------------------------------------------- | ----------------------------------------------------------------------- | ----------------------------------------------------------------------- | ----------------------------------------------------------------------- |
| 20-5-1999                                                               | Oslo                                                                    | Norvegia                                                                | 6 – 0                                                                   | Giamaica                                                                | Amichevole                                                              | -                                                                       | 79’                                                                     |
| 14-11-1999                                                              | Oslo                                                                    | Norvegia                                                                | 0 – 1                                                                   | Germania                                                                | Amichevole                                                              | -                                                                       |                                                                         |
| 31-1-2000                                                               | La Manga                                                                | Islanda                                                                 | 0 – 0                                                                   | Norvegia                                                                | Nordic Cup                                                              | -                                                                       |                                                                         |
| 2-2-2000                                                                | La Manga                                                                | Danimarca                                                               | 2 – 4                                                                   | Norvegia                                                                | Nordic Cup                                                              | -                                                                       | 51’                                                                     |
| 23-2-2000                                                               | Istanbul                                                                | Turchia                                                                 | 0 – 2                                                                   | Norvegia                                                                | Amichevole                                                              | -                                                                       | 46’                                                                     |
| 29-3-2000                                                               | Lugano                                                                  | Svizzera                                                                | 2 – 2                                                                   | Norvegia                                                                | Amichevole                                                              | -                                                                       |                                                                         |
| 26-4-2000                                                               | Oslo                                                                    | Norvegia                                                                | 0 – 2                                                                   | Belgio                                                                  | Amichevole                                                              | -                                                                       |                                                                         |
| 3-6-2000                                                                | Oslo                                                                    | Norvegia                                                                | 1 – 0                                                                   | Italia                                                                  | Amichevole                                                              | -                                                                       | 61’                                                                     |
| 16-8-2000                                                               | Helsinki                                                                | Finlandia                                                               | 3 – 1                                                                   | Norvegia                                                                | Nordic Cup                                                              | -                                                                       |                                                                         |
| 28-2-2001                                                               | Oslo                                                                    | Irlanda del Nord                                                        | 0 – 4                                                                   | Norvegia                                                                | Amichevole                                                              | -                                                                       | 77’                                                                     |
| 25-4-2001                                                               | Oslo                                                                    | Norvegia                                                                | 2 – 1                                                                   | Bulgaria                                                                | Amichevole                                                              | -                                                                       |                                                                         |
| 2-6-2001                                                                | Kiev                                                                    | Ucraina                                                                 | 0 – 0                                                                   | Norvegia                                                                | Qual. Mondiali 2002                                                     | -                                                                       |                                                                         |
| 6-6-2001                                                                | Oslo                                                                    | Norvegia                                                                | 1 – 1                                                                   | Bielorussia                                                             | Qual. Mondiali 2002                                                     | -                                                                       |                                                                         |
| 13-2-2002                                                               | Bruxelles                                                               | Belgio                                                                  | 1 – 0                                                                   | Norvegia                                                                | Amichevole                                                              | -                                                                       |                                                                         |
| 27-3-2002                                                               | Tunisi                                                                  | Tunisia                                                                 | 0 – 0                                                                   | Norvegia                                                                | Amichevole                                                              | -                                                                       |                                                                         |
| 17-4-2002                                                               | Oslo                                                                    | Norvegia                                                                | 0 – 0                                                                   | Svezia                                                                  | Amichevole                                                              | -                                                                       |                                                                         |
| 14-5-2002                                                               | Oslo                                                                    | Norvegia                                                                | 3 – 0                                                                   | Giappone                                                                | Amichevole                                                              | -                                                                       |                                                                         |
| 22-5-2002                                                               | Bodø                                                                    | Norvegia                                                                | 1 – 1                                                                   | Islanda                                                                 | Amichevole                                                              | -                                                                       |                                                                         |
| 21-8-2002                                                               | Oslo                                                                    | Norvegia                                                                | 0 – 1                                                                   | Paesi Bassi                                                             | Amichevole                                                              | -                                                                       |                                                                         |
| 7-9-2002                                                                | Oslo                                                                    | Norvegia                                                                | 2 – 2                                                                   | Danimarca                                                               | Qual. Euro 2004                                                         | -                                                                       | 77’                                                                     |
| 12-10-2002                                                              | Bucarest                                                                | Romania                                                                 | 0 – 1                                                                   | Norvegia                                                                | Qual. Euro 2004                                                         | -                                                                       |                                                                         |
| 16-10-2002                                                              | Oslo                                                                    | Norvegia                                                                | 2 – 0                                                                   | Bosnia ed Erzegovina                                                    | Qual. Euro 2004                                                         | -                                                                       | 90’                                                                     |
| 20-11-2002                                                              | Vienna                                                                  | Austria                                                                 | 0 – 1                                                                   | Norvegia                                                                | Amichevole                                                              | -                                                                       |                                                                         |
| 12-2-2003                                                               | Candia                                                                  | Grecia                                                                  | 1 – 0                                                                   | Norvegia                                                                | Amichevole                                                              | -                                                                       |                                                                         |
| 2-4-2003                                                                | Lussemburgo                                                             | Lussemburgo                                                             | 0 – 2                                                                   | Norvegia                                                                | Qual. Euro 2004                                                         | -                                                                       | 86’                                                                     |
| 30-4-2003                                                               | Dublino                                                                 | Irlanda                                                                 | 1 – 0                                                                   | Norvegia                                                                | Amichevole                                                              | -                                                                       | 90’                                                                     |
| 22-5-2003                                                               | Oslo                                                                    | Norvegia                                                                | 2 – 0                                                                   | Finlandia                                                               | Amichevole                                                              | -                                                                       | 70’                                                                     |
| 7-6-2003                                                                | Copenaghen                                                              | Danimarca                                                               | 1 – 0                                                                   | Norvegia                                                                | Qual. Euro 2004                                                         | -                                                                       | 46’                                                                     |
| 11-6-2003                                                               | Oslo                                                                    | Norvegia                                                                | 1 – 1                                                                   | Romania                                                                 | Qual. Euro 2004                                                         | -                                                                       |                                                                         |
| 20-8-2003                                                               | Oslo                                                                    | Norvegia                                                                | 0 – 0                                                                   | Scozia                                                                  | Amichevole                                                              | -                                                                       | 46’                                                                     |
| 10-9-2003                                                               | Oslo                                                                    | Norvegia                                                                | 0 – 1                                                                   | Portogallo                                                              | Amichevole                                                              | -                                                                       | 64’                                                                     |
| 11-10-2003                                                              | Oslo                                                                    | Norvegia                                                                | 1 – 0                                                                   | Lussemburgo                                                             | Qual. Euro 2004                                                         | -                                                                       | 81’                                                                     |
| 15-11-2003                                                              | Valencia                                                                | Spagna                                                                  | 2 – 1                                                                   | Norvegia                                                                | Qual. Euro 2004                                                         | -                                                                       |                                                                         |
| 19-11-2003                                                              | Oslo                                                                    | Norvegia                                                                | 0 – 3                                                                   | Spagna                                                                  | Qual. Euro 2004                                                         | -                                                                       | 46’                                                                     |
| 27-5-2004                                                               | Oslo                                                                    | Norvegia                                                                | 0 – 0                                                                   | Galles                                                                  | Amichevole                                                              | -                                                                       | 88’                                                                     |
| 25-1-2005                                                               | Riffa                                                                   | Bahrein                                                                 | 0 – 1                                                                   | Norvegia                                                                | Amichevole                                                              | -                                                                       | 79’                                                                     |
| 28-1-2005                                                               | Amman                                                                   | Giordania                                                               | 0 – 0                                                                   | Norvegia                                                                | Amichevole                                                              | -                                                                       | cap.                                                                    |
| 20-4-2005                                                               | Tallinn                                                                 | Estonia                                                                 | 1 – 2                                                                   | Norvegia                                                                | Amichevole                                                              | -                                                                       | 81’                                                                     |
| Totale                                                                  |                                                                         | Presenze                                                                | 38                                                                      |                                                                         | Reti                                                                    | 0                                                                       |                                                                         |

## Palmarès
- Royal League: 1

Brøndby: 2006-2007
- Coppa di Danimarca: 1

Brøndby: 2007-2008